# Wahlrechtskommission
Die Kommission zur Reform des Wahlrechts und zur Modernisierung der Parlamentsarbeit, kurz Wahlrechtskommission, war ein vom Deutschen Bundestag gem. § 55 Bundeswahlgesetz eingesetztes Gremium, dessen Arbeit im 19. Deutschen Bundestag 2021 begonnen und im 20. Deutschen Bundestag 2023 abgeschlossen wurde.

## 19. Legislaturperiode
Der 19. Deutsche Bundestag setzte die Wahlrechtskommission am 22. April 2021 ein. Sie konstituierte sich am 23. Juni 2021 und legte am 30. September 2021 ihren Zwischenbericht vor. Mit dem Ende der Legislaturperiode endete auch die Arbeit der Wahlrechtskommission.

### Mitglieder
| CDU/CSU | SPD | FDP | Linke | Grüne | AfD                    |
| Ordentliche Mitglieder | Ordentliche Mitglieder | Ordentliche Mitglieder | Ordentliche Mitglieder | Ordentliche Mitglieder | Ordentliche Mitglieder |
| --- | --- | --- | --- | --- | ---------------------- |
| Ansgar Heveling (Vorsitzender) | Sonja Steffen (Vorsitzende) | Konstantin Kuhle * | Friedrich Straetmanns * | Britta Haßelmann * | Albrecht Glaser *      |
| Andrea Lindholz | Leni Breymaier * | | | |                        |
| Nina Warken * | | | | |                        |
| Sachverständige | | | | |                        |
| - Bernd Grzeszick - Silke Ruth Laskowski - Rudolf Mellinghoff - Christoph Möllers - Stefanie Schmahl - Sophie Schönberger - Robert Vehrkamp - Halina Wawzyniak | - Bernd Grzeszick - Silke Ruth Laskowski - Rudolf Mellinghoff - Christoph Möllers - Stefanie Schmahl - Sophie Schönberger - Robert Vehrkamp - Halina Wawzyniak | - Bernd Grzeszick - Silke Ruth Laskowski - Rudolf Mellinghoff - Christoph Möllers - Stefanie Schmahl - Sophie Schönberger - Robert Vehrkamp - Halina Wawzyniak | - Bernd Grzeszick - Silke Ruth Laskowski - Rudolf Mellinghoff - Christoph Möllers - Stefanie Schmahl - Sophie Schönberger - Robert Vehrkamp - Halina Wawzyniak | - Bernd Grzeszick - Silke Ruth Laskowski - Rudolf Mellinghoff - Christoph Möllers - Stefanie Schmahl - Sophie Schönberger - Robert Vehrkamp - Halina Wawzyniak | Michael Elicker        |
| Stellvertretende Mitglieder | | | | |                        |
| Philipp Amthor | Ute Vogt | Marco Buschmann | Cornelia Möhring | Ulle Schauws | Jochen Haug            |
| Alexander Hoffmann | Jens Zimmermann | | | |                        |
| Astrid Mannes | | | | |                        |

* Obleute

## 20. Legislaturperiode
Vom 20. Deutsche Bundestag wurde die Wahlrechtskommission am 16. März 2022 wieder eingesetzt, um die Arbeit aus der vorhergehenden Legislaturperiode fortzusetzen. Die Kommission wurde vergrößert und der Arbeitsauftrag präzisiert.

### Arbeitsauftrag
Die Kommission sollte sich mit den folgenden Themen beschäftigen:
- Verkleinerung des Bundestages
- Gleichberechtigte Repräsentanz von Frauen und Männern
- Modernisierung der Parlamentsarbeit
- Absenkung des Wahlalters auf 16 Jahre
- Verlängerung der Legislaturperiode
- Begrenzung von Amts- und Mandatszeiten
- Bündelung von Wahlterminen von Bund und Ländern
- Erleichterte Wahlrechtsausübung für Auslandsdeutsche

Alle Sitzungen waren öffentlich und wurden per Livestream übertragen. Am 1. September 2022 legte die Wahlrechtskommission einen Zwischenbericht vor, am 12. Mai 2023 den Abschlussbericht.

### Verlauf
Die Kommission nahm ihre Arbeit am 7. April 2022 auf. Dabei gab es zunächst Unstimmigkeiten darüber, welches Thema als erstes besprochen werden sollte, da die Union der Bundestagsverkleinerung Priorität einräumen wollte. Am 28. April 2022 befasste sich die Kommission zunächst mit der Absenkung des Wahlalters auf 16 Jahre, am 12. Mai 2022 mit der gleichberechtigten Repräsentanz von Männern und Frauen. In den folgenden drei Sitzungen am 19. Mai , 2. Juni und 23. Juni 2022 ging es schließlich um verschiedene Möglichkeiten den Bundestag zu verkleinern. In der Sitzung am 7. Juli 2022 wurde ein von den Koalitionsfraktionen eingebrachtes Eckpunktepapier für die Ausarbeitung des Zwischenberichts verabschiedet. Inhalt war ein allgemeiner Bericht über die Arbeit der Kommission und ein Bericht über den Sachstand, die Absenkung des Wahlalters auf 16 Jahre und eine geänderte Zuteilung von Direktmandaten. Mit der Übergabe des Abschlussberichts an die Bundestagspräsidentin war die Arbeit der Kommission beendet.

### Mitglieder
Die Kommission setzte sich aus 26 Mitgliedern zusammen. Davon waren jeweils die Hälfte Mitglied des Deutschen Bundestages und Sachverständige. Von ersteren gehörten vier der SPD-Bundestagsfraktion an, drei der CDU/CSU-Bundestagsfraktion, je zwei der Bundestagsfraktion Bündnis 90/Die Grünen und der FDP-Bundestagsfraktion und je eines der AfD-Bundestagsfraktion und der Linksfraktion.
Die beiden Vorsitzenden Johannes Fechner und Nina Warken wurden von der Kommission einstimmig gewählt.
| SPD                                                                                       | CDU/CSU                                                                         | Grüne                  | FDP                                          | AfD                              | Linke                                                   |
| Ordentliche Mitglieder                                                                    | Ordentliche Mitglieder                                                          | Ordentliche Mitglieder | Ordentliche Mitglieder                       | Ordentliche Mitglieder           | Ordentliche Mitglieder                                  |
| ----------------------------------------------------------------------------------------- | ------------------------------------------------------------------------------- | ---------------------- | -------------------------------------------- | -------------------------------- | ------------------------------------------------------- |
| Johannes Fechner (Vorsitzender)                                                           | Nina Warken (Vorsitzende)                                                       | Ulle Schauws *         | Konstantin Kuhle *                           | Albrecht Glaser *                | Petra Pau *                                             |
| Leni Breymaier                                                                            | Ansgar Heveling *                                                               | Till Steffen           | Stephan Thomae                               |                                  |                                                         |
| Esther Dilcher                                                                            | Alexander Hoffmann                                                              |                        |                                              |                                  |                                                         |
| Sebastian Hartmann *                                                                      |                                                                                 |                        |                                              |                                  |                                                         |
| Sachverständige Mitglieder                                                                |                                                                                 |                        |                                              |                                  |                                                         |
| Elke Ferner                                                                               | Bernd Grzeszick                                                                 | Jelena von Achenbach   | Florian Meinel Ab 7. Juli 2022               | Michael Elicker Bis 7. Juli 2022 | Halina Wawzyniak                                        |
| Silke Ruth Laskowski                                                                      | Rudolf Mellinghoff                                                              | Joachim Behnke         | Sophie Schönberger Bis 17. Juni 2022         |                                  |                                                         |
| Christoph Möllers                                                                         | Stefanie Schmahl                                                                |                        | Robert Vehrkamp                              |                                  |                                                         |
| Friedrich Pukelsheim                                                                      |                                                                                 |                        |                                              |                                  |                                                         |
| Vertretende Mitglieder                                                                    |                                                                                 |                        |                                              |                                  |                                                         |
| Brian Nickholz 28. April, 19. Mai für Esther Dilcher und 23. Juni 2022 für Leni Breymaier | Philipp Amthor Jeweils zeitweise 28. April und 19. Mai 2022 für Ansgar Heveling |                        | Nicole Bauer 12. Mai 2022 für Stephan Thomae |                                  | Heidi Reichinnek 12. Mai 2022 für Petra Pau             |
|                                                                                           |                                                                                 |                        |                                              |                                  | Dietmar Bartsch 19. Mai und 23. Juni 2022 für Petra Pau |

* Obleute